# Хлордиазепоксид
Хлордиазепоксид — анксиолитическое лекарственное средство из группы бензодиазепинов. Он был первым представителем транквилизаторов в этой группе. В настоящее время в неё входит ряд более эффективных препаратов, однако хлордиазепоксид своего значения полностью не потерял.

## Фармакодинамика
Хлордиазепоксид усиливает ингибирующее действие ГАМК (медиатор пре- и постсинаптического торможения во всех отделах ЦНС) на передачу нервных импульсов. Стимулирует бензодиазепиновые зоны, расположенные в аллостерическом центре постсинаптических ГАМК-рецепторов восходящей активирующей ретикулярной формации ствола мозга и вставочных нейронов боковых рогов спинного мозга; уменьшает возбудимость подкорковых структур головного мозга (лимбическая система, таламус, гипоталамус), тормозит полисинаптические спинальные рефлексы.
Анксиолитическое действие обусловлено влиянием на миндалевидный комплекс лимбической системы и проявляется в уменьшении эмоционального напряжения, ослаблении тревоги, страха, беспокойства.
Седативный эффект обусловлен влиянием на ретикулярную формацию ствола головного мозга и неспецифические ядра таламуса и проявляется уменьшением симптоматики невротического происхождения (тревоги, страха). Оказывает выраженное седативное действие. Основной механизм снотворного действия заключается в угнетении клеток ретикулярной формации ствола головного мозга.
Уменьшает воздействие эмоциональных, вегетативных и моторных раздражителей, нарушающих механизм засыпания. В первые 3-5 дней приёма может оказывать умеренный снотворный эффект (облегчает засыпание), а также незначительно снижать АД.
Вызывает умеренную мышечную релаксацию, обладает слабым противоэпилептическим эффектом.
Центральное миорелаксирующее действие обусловлено торможением полисинаптических спинальных афферентных тормозящих путей (в меньшей степени и моносинаптических). Возможно и прямое торможение двигательных нервов и функции мышц.
Противосудорожное действие реализуется путём усиления пресинаптического торможения. Подавляется распространение эпилептической активности, но не снимается возбуждённое состояние очага.
Угнетает центральные симпатические влияния, обладает антиаритмическим эффектом. Вызывает расслабление мускулатуры матки, обладает антигипоксическими свойствами (в том числе при инфаркте миокарда).

## Фармакокинетика
Фармакокинетически хлозепид (как и другие транквилизаторы этого ряда) характеризуется относительно быстрой всасываемостью после приёма внутрь. Пик концентрации в плазме крови наблюдается через 2—4 ч; период полувыведения 8—10 ч. Выделяется главным образом почками. Проникает через плацентарный барьер.

## Дозирование
- Применяется перорально (внутрь), взрослым — по 5—25 мг 3—4 раза в сутки, ослабленным больным и пациентам пожилого возраста — 5—10 мг 2—4 раза в сутки, при необходимости и с учётом переносимости доза постепенно увеличивается.
- При состоянии напряжения и беспокойства, сочетающемся с бессонницей, — по 10—20 мг 1 раз за 1—2 ч до сна.
- В психиатрической практике — первоначально 50—100 мг/сут, затем доза постепенно повышается до 300 мг/сут, которую разделяют на 3—4 приёма.
- Премедикация — 5—10 мг 3—4 раза в сутки, начиная за 1 сут до операции.
- Алкогольная абстиненция — начальная доза 50—100 мг, при необходимости повторяют в той же дозе через 2—4 ч, максимальная доза 400 мг/сут, затем дозу понижают до поддерживающего уровня.
- Детям в возрасте 6—7 лет — 5—10 мг/сут, 8—14 лет — 10—20 мг/сут, 15—18 лет — 20—30 мг/сут.

Суточная доза всегда делится на 3—4 разовые дозы.

## Показания
Неврозы, психопатии (при раздражительности, психогенном ступоре); напряжение, тревожность при психосоматических заболеваниях, эндогенные психозы (вспомогательное ЛС), состояние беспокойства, сопровождающее заболевания внутренних органов, стресс, невротическая головная боль, кардиалгия, каузалгия, истерическое состояние, реактивные депрессии, нарушения сна, судороги, гиперкинезы ревматические и невротические, климактерический и предменструальный синдромы, тремор (старческий, эссенциальный).
В анестезиологической практике может использоваться для предоперационной премедикации больных, вводной общей анестезии и в послеоперационном периоде.
В связи со способностью понижать мышечный тонус применяют также при спастических состояниях (например, лицевой гемиспазм), связанных с поражениями головного и спинного мозга (в том числе при нарушениях движений у детей), а также при миозитах, артритах, бурситах, радикулитах и других заболеваниях, сопровождающихся напряжением мышц.
Назначают также при экземе и других кожных заболеваниях, сопровождающихся зудом, раздражительностью.
В психиатрической практике хлозепид иногда применяют при пограничных состояниях с явлениями навязчивости, тревоги, страха, аффективной напряжённости, при неглубоких депрессивных и ипохондрических состояниях, в том числе связанных с диэнцефальной патологией, а также в комплексном лечении больных эпилепсией и для лечения синдрома абстиненции при алкоголизме и наркомании.

## Противопоказания
Гиперчувствительность, порфирия, острая алкогольная интоксикация с ослаблением жизненно важных функций, острые интоксикации ЛС, оказывающими угнетающее действие на ЦНС (в том числе наркотические анальгетики и снотворные ЛС), миастения, шок, закрытоугольная глаукома (острый приступ или предрасположенность), тяжелая ХОБЛ (прогрессирование степени дыхательной недостаточности), тяжелая депрессия (могут отмечаться суицидальные наклонности), беременность (особенно I триместр), период лактации, возраст до 6 лет (безопасность и эффективность не определены). Препарат не следует принимать во время и накануне работы водителям транспорта и другим лицам, работа которых требует быстрой умственной и физической реакции.
C осторожностью применяют при гиперкинезе, гипопротеинемии (и заболеваниях, приводящих к её развитию), органических заболеваниях головного мозга, бронхоспастическом синдроме, почечной и/или печеночной недостаточности, церебральных и спинальных атаксиях, лекарственной зависимостью в анамнезе, склонности к злоупотреблению психоактивными ЛС, психозах (возможно парадоксальное усиление симптоматики), нарушении глотания у детей, ночном апноэ (установленном или предполагаемом), в пожилом возрасте.

## Побочные действия
Хлордиазепоксид обычно хорошо переносится. Однако возможны следующие побочные эффекты:
- Со стороны нервной системы

В начале лечения (особенно у пожилых больных) — сонливость, чувство усталости, головокружение, снижение способности к концентрации внимания, атаксия, вялость, притупление эмоций, замедление психических и двигательных реакций; редко — головная боль, эйфория, депрессия, тремор, снижение памяти, подавленность настроения, спутанность сознания, дистонические экстрапирамидные реакции (неконтролируемые движения тела, включая глаза), астения, миастения, дизартрия; крайне редко — парадоксальные реакции (агрессивные вспышки, спутанность сознания, галлюцинации, острое возбуждение, раздражительность, тревожность, бессонница).
- Со стороны органов кроветворения

Лейкопения, нейтропения, агранулоцитоз (озноб, гипертермия, боль в горле, чрезмерная утомляемость или слабость), анемия, тромбоцитопения, сопровождающаяся повышенной кровоточивостью.
- Со стороны сердечно-сосудистой системы

При приёме в больших дозах — снижение АД, тахикардия, сердцебиение.
- Со стороны пищеварительной системы

Сухость во рту или слюнотечение, изжога, тошнота, рвота, снижение аппетита, кишечная колика, нарушения моторики кишечника (запоры или диарея); дискинезия желчевыводящих путей, нарушения функции печени, повышение активности «печеночных» трансаминаз и ЩФ, желтуха.
- Со стороны дыхательной системы

Затруднение дыхания, бронхорея, бронхоспазм.
- Со стороны мочеполовой системы

Недержание мочи, задержка мочи, нарушение функции почек, повышение или снижение либидо, дисменорея.
- Аллергические реакции

Кожная сыпь, зуд, лекарственная красная волчанка.
- Влияние на плод

Тератогенность (особенно I триместр), угнетение ЦНС, нарушение дыхания и подавление сосательного рефлекса у новорождённых, матери которых применяли препарат.
- Прочие

Привыкание, лекарственная зависимость; редко — нарушение зрения (диплопия), снижение массы тела, антероградная амнезия; при резком снижении дозы или прекращении приёма — «синдром отмены» (раздражительность, нервозность, нарушения сна, дисфория, спазм гладких мышц внутренних органов и скелетной мускулатуры, деперсонализация, усиление потоотделения, депрессия, тошнота, рвота, тремор, расстройства восприятия, в том числе гиперакузия, парестезии, светобоязнь, тахикардия, судороги, редко — острый психоз).

## Передозировка

### Симптомы
При приёме от 500—600 мг сонливость, спутанность сознания, парадоксальное возбуждение, снижение рефлексов, дизартрия, атаксия, нистагм, тремор, брадикардия, одышка или затруднённое дыхание, выраженная слабость, снижение АД, угнетение сердечной и дыхательной деятельности, кома.

### Лечение
Немедленное промывание желудка, приём активированного угля, в/в введение физостигмина салицилата или специфического антагониста бензодиазепиновых рецепторов — флумазенила, симптоматическая терапия (поддержание дыхания и АД). Гемодиализ малоэффективен.

## Особые указания
В процессе лечения больным категорически запрещается употребление этанола. При длительном лечении необходим контроль за картиной периферической крови и активностью «печёночных» ферментов. Требуется особая осторожность при применении хлордиазепоксида, особенно в начале лечения, у пациентов, длительно получавших гипотензивные лекарственные средства центрального действия, бета-адреноблокаторы, антикоагулянты, сердечные гликозиды (степень и механизмы лекарственного взаимодействия непредсказуемы). Риск формирования лекарственной зависимости возрастает при использовании больших доз, значительной длительности лечения (более 1 мес), у пациентов, ранее злоупотреблявших этанолом или ЛС. Без особых указаний не следует применять длительно.
Отменять препарат необходимо постепенно, резкая отмена сопровождается синдромом «отмены» (головная боль, миалгия, тревожность, напряжённость, спутанность сознания, раздражительность; в тяжёлых случаях — дереализация, деперсонализация, гиперакузия, парестезии в конечностях, световая и тактильная гиперчувствительность; галлюцинации и эпилептические припадки). Отмену препарата следует проводить постепенно. При возникновении у больных таких необычных реакций, как повышенная агрессивность, острые состояния возбуждения, чувство страха, мысли о самоубийстве, галлюцинации, усиление мышечных судорог, трудное засыпание, поверхностный сон, лечение следует прекратить.
В период беременности применяют только в исключительных случаях и только по жизненным показаниям. Оказывает токсическое действие на плод и увеличивает риск развития врождённых пороков при применении в I триместре беременности. Приём терапевтических доз в более поздние сроки беременности может вызвать угнетение ЦНС новорождённого. Постоянное применение во время беременности может приводить к физической зависимости с развитием синдрома «отмены» у новорождённого. Дети, особенно в младшем возрасте, очень чувствительны к угнетающему ЦНС действию бензодиазепинов. Использование непосредственно перед родами или во время родов может вызывать у новорождённого угнетение дыхания, снижение мышечного тонуса, гипотонию, гипотермию и слабый акт сосания (синдром «вялого ребёнка»).
В период лечения необходимо соблюдать осторожность при вождении автотранспорта и занятии др. потенциально опасными видами деятельности, требующими повышенной концентрации внимания и быстроты психомоторных реакций.

## Взаимодействие
Антипсихотические ЛС (нейролептки), снотворные ЛС, трициклические антидепрессанты, наркотические анальгетики, ЛС для общей анестезии, миорелаксанты и этанол повышают седативный эффект. Ингибиторы микросомального окисления (циметидин, дисульфирам, пероральные контрацептивы) увеличивают концентрацию и удлиняют действие препарата (за счёт торможения печеночного метаболизма). Индукторы микросомальных ферментов печени уменьшают эффективность (фенобарбитал и фенитоин ускоряют метаболизм хлордиазепоксида). Наркотические анальгетики усиливают эйфорию, приводя к нарастанию лекарственной зависимости. Антациды снижают скорость (но не полноту абсорбции) хлордиазепоксида (CSS, возникающая при длительном приёме этих ЛС, не меняется). Гипотензивные ЛС могут усиливать выраженность снижения АД. На фоне одновременного назначения клозапина возможно усиление угнетения дыхания. Может повышать токсичность зидовудина. Теофиллин, применяемый в малых дозах, извращает седативное действие хлордиазепоксида. Снижает эффективность леводопы у больных паркинсонизмом. В редких случаях хлордиазепоксид подавляет метаболизм и усиливает действие фенитоина.
Не следует одновременно назначать ингибиторы моноаминоксидазы и производные фенотиазина.

## Физические свойства
Белый или светло-жёлтый мелкокристаллический порошок. Практически нерастворим в воде, трудно растворим в спирте.

## Коммерческие наименования
В западных странах производится под названием «Либриум». В Польше выпускается под названием «Элениум»